# Rached Khiari
Rached Khiari (arabe : راشد الخياري), né le 3 avril 1983, est un homme politique tunisien.

## Parcours politique
Il est élu député avec la Coalition de la dignité, une coalition politique islamiste, lors des élections législatives de 2019.
En janvier 2020, il quitte le parti ainsi que son groupe parlementaire pour créer le Mouvement de la souveraineté. Il siège dès lors parmi les non-inscrits.

## Affaires judiciaires
En octobre 2020, après l'assassinat d'un enseignant en France, par décapitation, il apporte son soutien au terroriste islamiste qui a commis cet attentat. Le porte-parole du tribunal de première instance de Tunis indique que le parquet antiterroriste tunisien a ouvert une enquête à ce propos.
Après l'émission d'un mandat de dépôt le 21 avril 2021, notamment pour atteinte à l'armée et complot contre la sûreté intérieure de l'État, plus d'une année de fuite et la diffusion d'une vidéo sur sa page Facebook accusant le président Kaïs Saïed de trahison et d'avoir obtenu des financements américains pour sa campagne électorale, Rached Khiari est arrêté le 3 août 2022. Le 27 décembre 2023, il est condamné à un an de prison, après avoir écopé de deux ans de prison ferme pour chèque sans provision, huit mois de prison pour diffamation envers le président de la République, dix mois de prison et une amende de 1 000 dinars pour avoir diffusé les données personnelles d'une personne sans sa permission et trois mois de prison pour avoir critiqué l'armée dans un but de nuire à la défense nationale.